# Односи Србије и Савета Европе
Односи Србије и Савета Европе су односи Републике Србије и Савета Европе.
Србија је један од 47 члана Савета Европе.
Србија и Црна Гора је постала чланица Савета Европе 3. априла 2003. године. Србија је, после одвајања Црне Горе, на основу одлуке Комитета министара СЕ од 14. јуна 2006. године, остварила континуитет чланства у Организацији и при конвенцијама СЕ.
Основни циљеви Савета Европе су заштита људских права, унапређење демократије и владавине права. Бројни реформски процеси у Србији одвијају се у сарадњи и уз помоћ СЕ, пре свега у домену правног и институционалног уређења државе, спровођењу реформи у правосуђу и другим областима у којима је СЕ, на основу свог мандата, активан.
Делегацију Р.Србије у Парламентарној скупштини Савета Европе чине седам чланова и седам заменика, који су посланици у Народној скупштини Републике Србије.
Сарадња са Саветом Европе се одвија и преко Канцеларије СЕ у Београду, која је отворена 16. марта 2001. 

## Стални представник у Стразбуру при Савету Европе
- Зоран Поповић, амбасадор

## Шеф Канцеларије Савета Европе у Београду
- Тим Картрајт, шеф канцеларије од 2014. (од марта 2011. до септембра 2014.  Шеф Канцеларије Савета Европе у Приштини)

Ранији шефови канцеларије:
- Антје Ротемунд
- Верена Тејлор, шеф канцеларије Савета Европе у Србији и Црној Гори